# Rafael von Frenckell
Rafael Theodor von Frenckell, född 21 november 1883 i Helsingfors, död där 16 april 1978, var en finländsk industriman. Han var sonson till Frans Vilhelm von Frenckell och bror till Erik von Frenckell.
Frenckell var vice häradshövding i Helsingfors 1907–1913, och 1912–1913 ledare för fondbörsen. Han var därefter bankdirektör och 1923-32 verkställande direktör för Finska pappersbruksföreningen. Han var även ordförande i styrelsen för Frenckellska tryckeri AB.